# Campionato svizzero di hockey su ghiaccio 1908-1909

## Campionato Internazionale

### Partecipanti
Bellerive Vevey · 
 Caux · 
 CP Lausanne · 
 Ginevra · 
 La Villa Ouchy · 
 Les Avants · 
 HC Leysin · 
 Villars

### Verdetti
| Campionato Internazionale 1908-1909 |
| ----------------------------------- |
| Bellerive Vevey                     |